# Hlynur Freyr Karlsson
Pour les articles homonymes, voir Karlsson.
Hlynur Freyr Karlsson, né le 6 avril 2004 en Islande, est un footballeur international islandais, qui évolue au poste de défenseur central à Brommapojkarna.

## Biographie

### En club
Né en Islande, Hlynur Freyr Karlsson est formé par le Breiðablik Kópavogur. Il joue son premier match en professionnel avec cette équipe, le 26 juillet 2020 contre le ÍA Akranes, en championnat. Il entre en jeu en fin de match et son équipe s'impose par cinq buts à trois ce jour-là.
Le 1er octobre 2020, il rejoint l'Italie et le club du Bologne FC pour un prêt d'une saison, où il intègre dans un premier temps l'équipe des moins de 17 ans.
Après avoir joué pendant trois ans dans les équipes de jeunes du Bologne FC, Karlsson rejoint le Valur Reykjavik le 7 février 2023.
En janvier 2024, Hlynur Freyr Karlsson rejoint la Norvège afin de s'engager en faveur du FK Haugesund pour un contrat courant jusqu'en décembre 2027. Le transfert est annoncé dès le 7 décembre 2023.
Le 2 juillet 2024, Hlynur Freyr Karlsson signe avec le club suédois de l'Brommapojkarna pour un contrat de trois saisons.

### En sélection
Hlynur Freyr Karlsson représente l'équipe d'Islande des moins de 17 ans, jouant deux matchs avec cette sélection en 2020.
Le 18 janvier 2024, Hlynur Freyr Karlsson honore sa première sélection avec l'équipe nationale d'Islande face au Honduras. Il directement titularisé au poste d'arrière droit lors de cette rencontre qui se solde par la victoire de son équipe (0-2 score final).

## Palmarès
Valur Reykjavik
- Coupe de la Ligue d'Islande (1) :
  - Vainqueur : 2023.